# Té con mantequilla

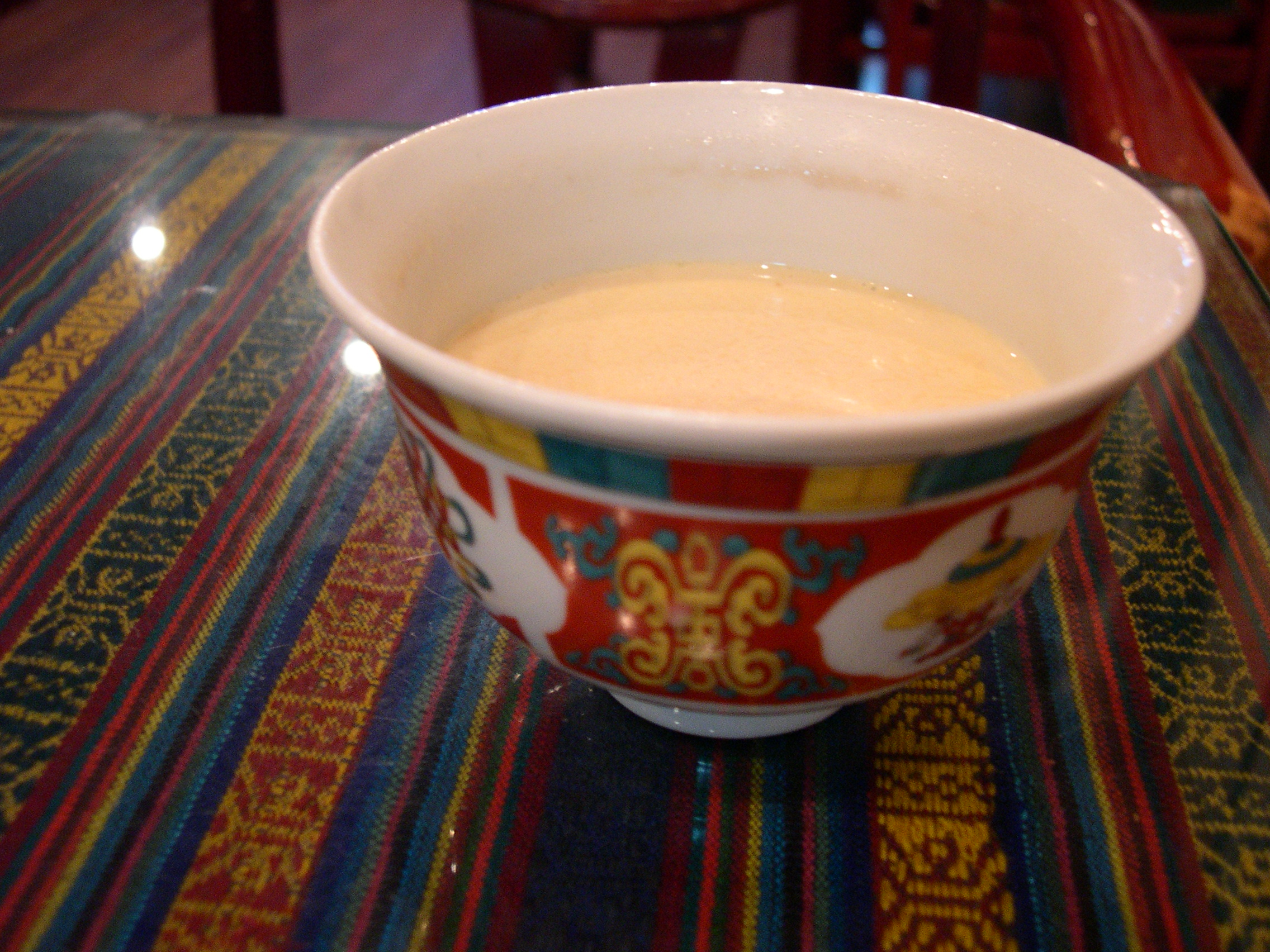
Una taza de té con mantequilla tibetano

El té de mantequilla (denominado también de forma local Po cha - བོད་ཇ་ - o Sutschia, a veces también como su you cha 酥油茶; pinyin: sū yóu chá) o goor goor en términos locales de Ladakh es un té tradicional del Tíbet y de las minorías chinas del sudoeste de China, que se elabora con mantequilla de leche de yak y al que se le añade un poco de sal. El té con mantequilla es parte indispensable de la vida de los tibetanos, ya que ayuda a conservar las temperaturas corporales en el riguroso clima del Tíbet, especialmente a altitudes de 4000 m.

## Servir
Se suele tomar el té de mantequilla con el Tsampa. Se suele preparar por igual con té negro o té verde, el té se combina con sal y mantequilla en una mantequera especial (མདོང་མོ་ mdong mo) y se agita vigorosamente antes de servirse muy caliente. Si el visitante no desea beberlo, la etiqueta tibetana aconseja que no se toque el bol hasta que se abandone, de esta forma no se ofende al anfitrión.